# Nijō Harutaka
Nijō Harutaka est un nom japonais traditionnel ; le nom de famille (ou le nom d'école), Nijō, précède donc le prénom (ou le nom d'artiste).
Nijō Harutaka (二条 治孝, 30 octobre 1754-5 novembre 1826), fils de Nijō Munemoto, est un kugyō (noble de cour) japonais de l'époque d'Edo (1603-1868). Il a de nombreux enfants avec une fille de Tokugawa Munemoto, cinquième daimyo du domaine de Mito Tokugawa Munemoto, dont (par ordre de naissance) :
- Nijō Narimichi (二条 斉通?, 1781-1798) ;
- Kujō Suketsugu ;
- Saionji (寛季) ;
- consort de Tokugawa Nariatsu, troisième chef de la famille Hitotsubashi-Tokugawa ;
- Nijō Narinobu (adopté par son frère Narimichi) ;
- Kujō Hisatada ;
- consort de Nabeshima Naotomo, huitième daimyo du domaine de Hasunoike (sous-domaine du domaine de Saga) ;
- consort de Matsudaira Yoritsugu, huitième daimyo du domaine de Hitachi-Fuchū.

## Source de la traduction
- (en) Cet article est partiellement ou en totalité issu de l’article de Wikipédia en anglais intitulé « Nijō Harutaka » (voir la liste des auteurs).